# Weeds: Music from the Original Series, Volume 2
| Recensione | Giudizio |
| ---------- | -------- |
| AllMusic   | [ 1 ]    |

Weeds: Music from the Original Series è una compilation di autori vari, pubblicata il 17 ottobre 2006. È il secondo di quattro album contenenti la colonna sonora della serie televisiva Weeds.

## Tracce
1. Elvis Costello - "Little Boxes"
2. Zeroleen - "All Good"
3. of Montreal - "Wraith Pinned to the Mist and Other Games"
4. Jenny Owen Youngs - "Fuck, Was I"
5. Fern Jones - "Strange Things Are Happening"
6. (The Real) Tuesday Weld - "Bathtime In Clerkenwell"
7. Gwendolyn Sanford & Brandon Young Jay - "Shane Digs Gretchen"
8. Rogue Wave - "Kicking The Heart Out"
9. Regina Spektor - "The Ghost of Corporate Future"
10. Dengue Fever - "One Thousand Tears of a Tarantula"
11. Aidan Hawken - "Neighborhood"
12. Squirrel Nut Zippers - "It Ain't You"
13. Gwendolyn Sanford & Brandon Young Jay - "From Agrestic to Las Vegas"
14. The 88 - "Not Enough"
15. Sufjan Stevens - "Holland"
16. Gwendolyn Sanford & Brandon Young Jay - "Huskaroo TV Spot"